# Галерея новых мастеров
Галерея новых мастеров (нем. Galerie Neue Meister) в Дрездене, как и Галерея старых мастеров, относится к Государственным художественным собраниям Дрездена и насчитывает около 2500 картин XIX и XX веков. С 1965 года находится в Альбертинуме.

## Коллекция
Галерея новых мастеров получила свою известность благодаря обширному собранию работ эпохи романтизма, искусства XX столетия и современных художников. Отличительной особенностью собрания является тот факт, что дрезденское собрание Нового времени начинается с работ Каспара Давида Фридриха, главного представителя немецкого романтизма, на изломе XVIII и XIX столетий.
В хронологическом порядке в музее представлены другие художники этой эпохи: Карл Густав Карус, Юхан Кристиан Даль, Людвиг Рихтер. За ними следуют французские и немецкие импрессионисты Клод Моне, Эдгар Дега, Макс Либерман, Макс Слефогт; экспрессионисты, в том числе Отто Дикс и художники объединения Мост (арт-группа): Эрнст Людвиг Кирхнер, Карл Шмидт-Ротлуф, а также представители дрезденского Сецессиона — Бернхард Кречмар, Карл Лозе.
Новшеством стали также залы «Искусство в разделенной Германии», «Искусство после 1989 года», в которых противопоставлено творчество художников ГДР и ФРГ (Вернер Тюбке, Вольфганг Маттойер, Зигмар Польке, Гюнтер Фрутрунк, Норберт Тадеуш), а также восточно- и западногерманских художников (Эберхард Хавекост, Нео Раух, Торальф Кноблох, Иоханес Карс). Для творчества художников А. Р. Пенка и Георга Базелица отведены отдельные выставочные залы. Два зала, посвященные творчеству Герхарда Рихтера, в оформлении которых он принимал участие и для которых он создал новые полотна, являются заключительной частью постоянной экспозиции.

## История
Собрание галереи возникло из коллекции Галереи старых мастеров, для которой производились систематические покупки современного искусства после 1843 года. Её история тесно связана с именем саксонского министра Бернхарда фон Линденау (1779—1854), предоставившего необходимые средства для приобретения современных работ.
Одной из темных страниц в истории музея стала акция «Дегенеративное искусство» во времена национал-социализма, в результате которой были утрачены 56 полотен, в том числе работы Эдварда Мунка, Макса Бекмана и Эмиля Нольде. После возвращения картин, вывезенных в Советский Союз в качестве трофеев, галерея была размещена в Альбертинуме как самостоятельный музей.
Как и большинство музейных строений Дрездена здание Альбертинума пострадало во время войны, но было восстановлено одним из первых. С 1959 г. здесь выставлялись коллекции Собрания скульптуры, а также фрагменты Собрания фарфора, Гравюрного кабинета, Нумизматического кабинета, Зелёных сводов и Исторического музея (сегодня — Дрезденская оружейная палата) Государственных художественных собраний Дрездена.
Во время наводнения на Эльбе в 2002 г. вода проникла в подземные хранилища здания. Это стало поводом для проведения реконструкции, осуществленной в том числе благодаря пожертвованиям немецких художников. В 2010 году в Альбертинуме были открыты Собрание скульптуры и Галерея новых мастеров.

## Представлены
- Романтизм
  - Карл Густав Карус
  - Каспар Давид Фридрих
  - Людвиг Рихтер
- Импрессионизм
  - Ловис Коринт
  - Макс Либерман
  - Макс Слефогт
- Экспрессионизм
  - Отто Дикс